# ケチ (カンザス州)
ケチ（英語: Kechi [ˈkiːtʃaɪ]）は、アメリカ合衆国カンザス州セジウィック郡の市。ウィチタ近郊に位置し、ウィチタ都市圏に含まれる。人口は2,217人（2020年国勢調査）。

## 歴史
1880年代、現在のケチにあたる地域はネイティブ・アメリカンのキチャイ族の野営地であった。キチャイ族は南北戦争中の1863年に、オクラホマ州から逃れてきたウィチタ族と共に北上してきた。約5年後に彼らは南へ戻り、キチャイ族はウィチタ族に同化され消滅した。
1868年、セジウィック郡の最初の開拓者であるジョン・ロスは、家族とともにウィルソン郡からウィチタの北東8マイル (13 km)に移住した。ロスは数か月後にオーセージ族に殺害されたが、開拓者は順調に移り住み、1871年にチャールズ・サリバンはケチ町を組織した。1883年までに人口は614人となり、交易拠点として機能した。
1888年にシカゴ・カンザス・アンド・ネブラスカ鉄道の支線（後のロック・アイランド鉄道）がへリントンからケチを経由してコールドウェルまで開通し、ケチはさらに発展した。最初の郵便局は1892年に設立され、駅舎へ向かう主要道路に商店、教会、学校などが建ち並んだ。自動車が登場し、1920年初頭にウィチタまで続く国道81号線が開通すると、住民はウィチタへ流れていった。駅とホテルは閉鎖され、ケチは衰退し始めた。
ケチは1957年4月29日に法人化された。

## 地理
市の南をカンザス州道254号線が通過する。
アメリカ合衆国国勢調査局によると、2023年の総面積は6.077平方マイル (15.74 km2)で、そのうち陸地は6.026平方マイル (15.61 km2)、水域は0.051平方マイル (0.13 km2)、割合は0.84パーセントである。

## 住民
2020年国勢調査によると人口は2,217人である。人種別だと白人が約8割を占める。
| 人種 / 民族 (NH = 非ヒスパニック)           | 人口  | 割合   |
| ------------------------------------------- | ----- | ------ |
| 白人 (NH)                                   | 1,795 | 80.97% |
| アフリカ系アメリカ人 (NH)                   | 96    | 4.33%  |
| ネイティブ・アメリカン・アラスカ先住民 (NH) | 20    | 0.90%  |
| アジア系アメリカ人 (NH)                     | 45    | 2.03%  |
| 太平洋諸島系 (NH)                           | 1     | 0.05%  |
| その他の人種 (NH)                           | 11    | 0.50%  |
| 混血 (NH)                                   | 118   | 5.32%  |
| ヒスパニック/ラテン系アメリカ人             | 131   | 5.91%  |
| 合計                                        | 2,217 | 100%   |

## 教育
ケチはウィチタ259統合学区とバレーセンター262統合学区が管轄している。